# 劉維勇
劉維勇（1893年—？）字劍秋，辽宁辽阳人，中华民国军事人物、奉军将领。

## 生平
劉維勇生于清朝光緒十九年（1893年）。1918年畢業於保定陸軍軍官學校。後来入奉軍，1924年任第五旅旅長。1925年任第九軍參謀長。1926年任察哈爾都統署參謀長。後来任東北邊防軍司令長官公署軍令廳副廳長，東三省兵工廠會辦。1936年12月，获授陸軍少將。1954年7月安葬在北京东北义园。